# Manifeste fasciste
Ne doit pas être confondu avec Manifeste des intellectuels fascistes.
 (mai 2017).

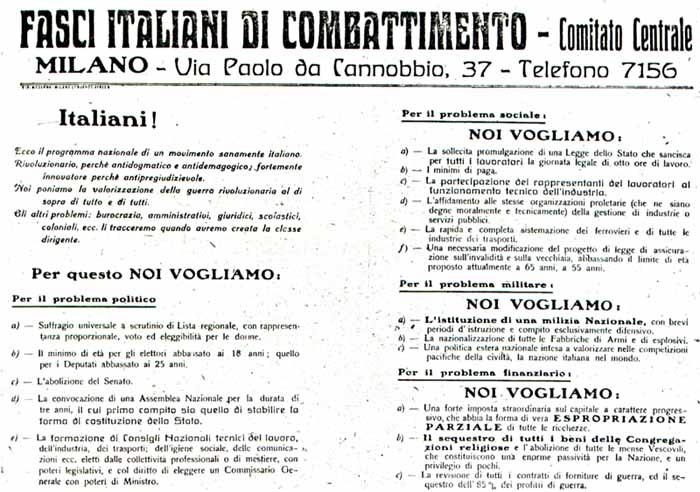
Manifeste fasciste

Le Manifeste des Faisceaux italiens de combat (en italien : Il manifesto dei fasci italiani di combattimento), communément appelé Manifeste fasciste, était la déclaration initiale de la position politique des Faisceaux italiens de combat (« Ligue italienne de combat »), un mouvement politique fondé par Benito Mussolini représentant la première incarnation du mouvement fasciste. Le Manifeste a été écrit par le national-syndicaliste Alceste De Ambris et le chef du mouvement futuriste Filippo Tommaso Marinetti.

## Contenu du Manifeste fasciste
Le Manifeste, publié le 6 juin 1919 dans le journal Il Popolo d'Italia, est divisé en quatre sections décrivant les objectifs du mouvement dans les domaines politique, social, militaire et financier.
« I. Le rassemblement du 23 mars adresse son premier salut et ses révérencieuses pensées aux fils d'Italie qui sont tombés pour la grandeur de la Patrie et pour la liberté du Monde, aux mutilés et invalides, à tous les combattants, aux ex-prisonniers qui ont accompli leur devoir et il se  déclare prêt à soutenir énergiquement leurs revendications d'ordre matériel et moral qui seront défendues avec force par les associations de combattants.
II. Le rassemblement du 23 mars déclare s'opposer à l'impérialisme des autres peuples au détriment de l'Italie et à l'éventuel impérialisme italien au détriment des autres peuples ; il accepte le postulat suprême de la Société des Nations et présuppose l'intégration de chacune d'entre elles, l'intégration en ce qui concerne l'Italie doit se réaliser sur les Alpes et sur l'Adriatique avec la revendication et l'annexion de Fiume et de la Dalmatie.
III. Le rassemblement du 23 mars contraint les fascistes à saboter par tous les moyens les candidatures des neutralistes de tous les partis. »

### Pour le problème politique
1. Le suffrage universel à scrutin de listes régionales, avec une représentation proportionnelle, et le droit de vote pour les femmes.
2. L'âge minimum pour les électeurs abaissé à 18 ans, celui des députés abaissé à 25 ans.
3. La suppression du Sénat.
4. La convocation d'une Assemblée nationale pour un mandat de trois ans, dont la première tâche sera de déterminer la forme constitutionnelle de l'État.
5. La formation de Conseils nationaux techniques de travail, de l'industrie, des transports, de l'hygiène sociale, des communications, etc., élus par les collectivités professionnelles ou des métiers, avec des pouvoirs législatifs et le droit d'élire un commissaire général avec pouvoirs de ministre.

### Pour le problème social
1. La promulgation immédiate d'une loi d'État qui accorde à tous les travailleurs une journée légale de huit heures de travail.
2. Un salaire minimum.
3. La participation des représentants des travailleurs au fonctionnement technique des industries.
4. L'assurance pour les mêmes organisations prolétariennes (qui sont techniquement et moralement dignes) de la gestion des industries ou des services publics.
5. Le logement rapide et complet des cheminots et de toutes les industries de transport.
6. Une modification nécessaire du projet de loi sur l'invalidité et l'assurance-vieillesse, l'abaissement de la limite d'âge pour les vieux travailleurs de 65 ans à 55 ans.

### Pour le problème militaire
1. La création d'une milice nationale avec de courtes périodes d'instruction et destinée uniquement à des fins défensives.
2. La nationalisation de toutes les fabriques d'armes et de munitions.
3. Une politique étrangère nationale visant à valoriser, dans une émulation pacifique des peuples civilisés, la nation italienne dans le monde.

### Pour le problème financier
1. Un impôt extraordinaire sur le capital, fort et massif, ayant le caractère d'une vraie expropriation partielle de toutes les richesses.
2. La confiscation de tous les biens des congrégations religieuses et l'abolition de toutes les menses [revenus] épiscopales qui constituent un énorme passif pour la nation et un privilège pour peu de privilégiés.
3. La révision de tous les contrats pour les fournitures de guerre et le prélèvement de 85 % sur les bénéfices de guerre.